# Zelotes albomaculatus
Zelotes albomaculatus este o specie de păianjeni din genul Zelotes, familia Gnaphosidae. A fost descrisă pentru prima dată de O. P.-cambridge, 1901. Conform Catalogue of Life specia Zelotes albomaculatus nu are subspecii cunoscute.